# Antea (nome)
Antea  è un nome proprio di persona italiano femminile.

## Varianti
- Ipocoristici: Tea
- Maschili: Anteo
  - Ipocoristici: Teo

### Varianti in altre lingue
- Greco antico: Ἄνθεια (Antheia)[1]
- Latino: Anthea[1]
- Ungherese: Antea

## Origine e diffusione

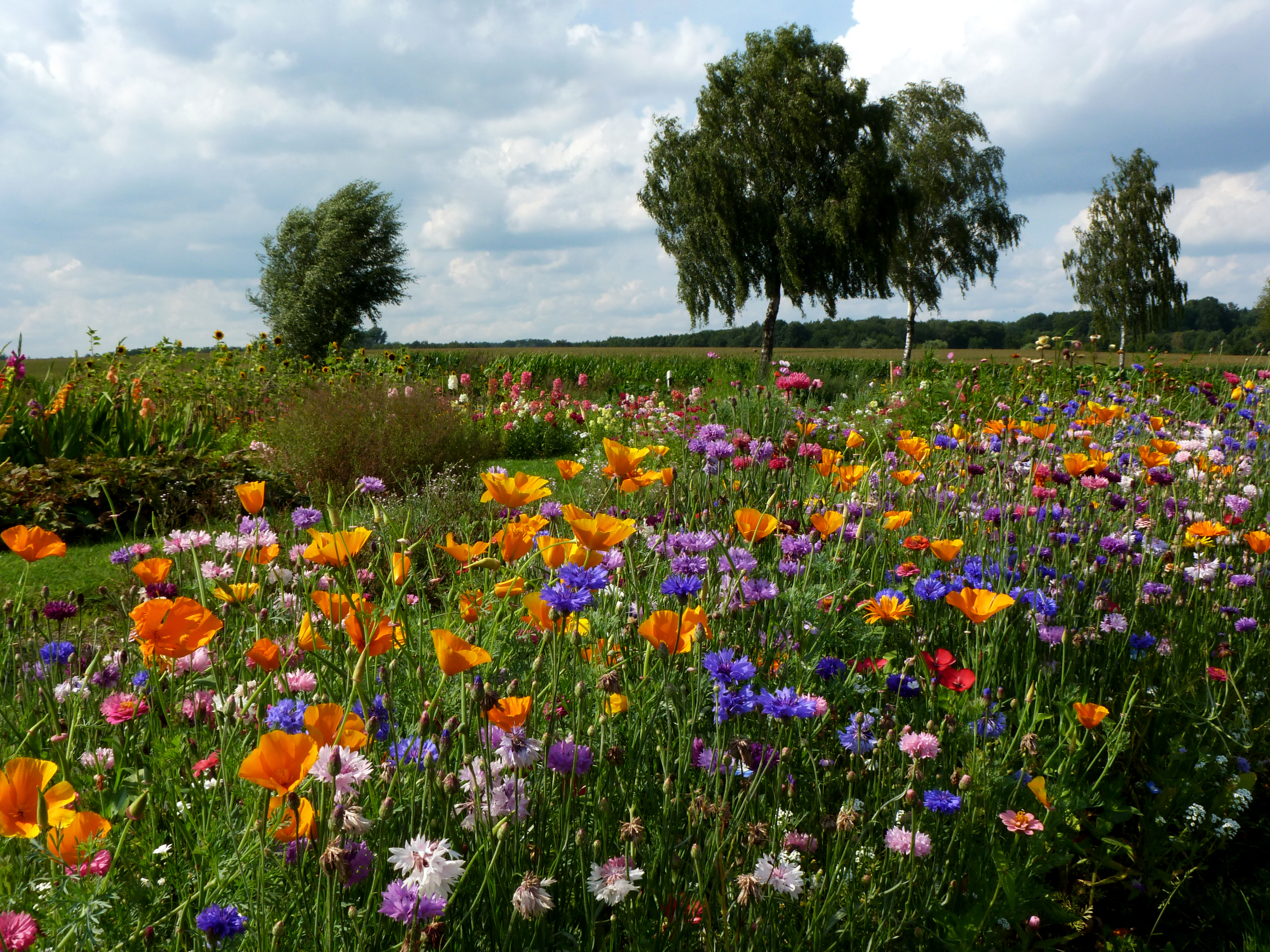
Un campo di fiori ad Eimke, Bassa Sassonia

Riprende il greco Ἄνϑεια (Àntheia), un epiteto di Era, ed era portato anche da diversi personaggi della mitologia greca tra cui Antea, una figlia di Alcioneo da cui prende il satellite di Saturno Antea.
È basato sull'aggettivo antheios, "floreale", da ἄνϑος (ànthos), "fiore", "bocciolo", termine presente anche nei nomi Antimo, Antusa e Crisante. L'uso come nome proprio è partito dal XVII secolo, quando alcuni poeti bucolici, come Robert Herrick, lo adottarono per le loro opere.

## Onomastico
Il nome è adespota, ovvero non è portato da alcuna santa. L'onomastico ricade pertanto il 1º novembre, festa di Tutti i Santi.

## Persone
- Antea, cortigiana romana del XVI secolo, nota per essere stata ritratta da Parmigianino

### Variante Anthea
- Anthea Bell, traduttrice inglese
- Anthea Stewart, hockeista su prato zimbabwese

### Variante maschile Anteo
- Anteo Carapezzi, ciclista e dirigente sportivo italiano
- Anteo Zamboni, anarchico italiano

## Il nome nelle arti
- Anthea è un personaggio della miniserie Il segreto del Sahara, interpretata da Andie MacDowell.